# Phí Minh Long
Phí Minh Long (sinh 11 tháng 2 năm 1995) là một cầu thủ bóng đá người Việt Nam thi đấu ở vị trí thủ môn cho câu lạc bộ PVF-CAND.

## Sự nghiệp câu lạc bộ
Phí Minh Long trưởng thành từ Trung tâm đào tạo bóng đá trẻ Hà Nội T&T. Anh được đôn lên đội một vào năm 2015. Ngày 22 tháng 5 năm 2016, Minh Long ra mắt đội một Hà Nội khi bắt chính trong trận thắng 3–0 trước Quảng Nam.
Tháng 5 năm 2021, Phí Minh Long được câu lạc bộ Hà Nội đem cho Quảng Nam mượn trong giai đoạn còn lại của mùa giải 2021. Sau khi mùa giải 2021 bị hủy bỏ do ảnh hưởng của đại dịch COVID-19, anh tiếp tục gắn bó với Quảng Nam thêm một mùa giải. Ở mùa giải 2022, anh chủ yếu dự bị cho thủ thành Tống Đức An, ra sân tổng cộng 6 trận ở V.League 2 và 2 trận ở Cúp Quốc gia.
Trở lại câu lạc bộ Hà Nội sau mùa giải 2022, Phí Minh Long không được đăng ký tham dự V.League 1 2023 nên đã bày tỏ nguyện vọng ra đi. Cuối tháng 2 năm 2023, anh đến thử việc tại PVF-CAND. Ngày 2 tháng 4, Phí Minh Long có trận ra mắt PVF-CAND khi bắt chính trận gặp SHB Đà Nẵng tại vòng 1 Cúp Quốc gia. Trận đấu này, anh đã thi đấu xuất sắc và trở thành người hùng của đội nhà khi cản phá thành công 2 lượt sút luân lưu giúp PVF-CAND đi tiếp. Bốn ngày sau, Minh Long tiếp tục được bắt chính trong trận thắng 1–0 trên sân của Hòa Bình tại vòng 1 giải hạng nhất Quốc gia.

## Sự nghiệp quốc tế

### U-19 châu Á 2014
Trong 2 trận cuối cùng vòng bảng gặp U-19 Nhật Bản và Trung Quốc, Phí Minh Long được phân công làm thủ môn bắt chính. Anh được chọn bắt thay Lê Văn Trường ở trận gặp Nhật Bản. Với những pha cứu thua xuất sắc, Minh Long được khiến huấn luyện viên Guillaume Graechen khen ngợi sau trận đấu.

### Thảm họa đáng quên tại SEA Games 29
Ngày 24 tháng 8 năm 2017, trong trận thi đấu với U-22 Thái Lan, Minh Long đã đỡ và ôm bóng trong tình huống đồng đội chuyền về khi tiền đạo đối phương gây áp lực và đội tuyển U-22 Việt Nam bị phạt gián tiếp. Sau đó, cầu thủ Phitiwat Sukjitthammakul đã thực hiện đá phạt và ghi bàn mở tỷ số trận đấu. Minh Long tiếp tục phạm sai lầm trong tình huống băng phá cản phá bóng trúng vào đồng đội thay vì phá bóng như dự tính, khiến tiền đạo Thái Lan có cơ hội ghi một bàn thắng dễ dàng. Kết quả chung cuộc trận này, đội tuyển Việt Nam thua 0–3 và bị loại.

### Chỉ trích và không bao giờ được gọi lên đội tuyển nữa
Sau khi đội tuyển U-22 Việt Nam bị loại ngay từ vòng bảng ở SEA Games 29, Phí Minh Long là cái tên bị báo chí và cộng đồng người hâm mộ chỉ trích nhiều nhất vì những sai lầm của mình.
Một số người hâm mộ thậm chí tức tối sửa bậy trang Phí Minh Long trên Wikipedia tiếng Việt với lời lẽ sỉ nhục. Sự việc còn đẩy lên cao trào khi xuất hiện nhiều nghi ngờ cho rằng anh bán độ trong trận gặp Thái Lan ở SEA Games 29. Sau thất bại này Phí Minh Long không bao giờ được gọi lên đội tuyển dù có là lứa trẻ hay đội tuyển quốc gia.

## Thống kê sự nghiệp

### Câu lạc bộ
Tính đến ngày 27 tháng 5 năm 2023
| Câu lạc bộ       | Mùa giải       | Giải đấu       | Giải đấu | Giải đấu | Cúp quốc gia | Cúp quốc gia | Cúp châu lục | Cúp châu lục | Khác | Khác | Tổng cộng | Tổng cộng |
| Câu lạc bộ       | Mùa giải       | Hạng           | Trận     | Bàn      | Trận         | Bàn          | Trận         | Bàn          | Trận | Bàn  | Trận      | Bàn       |
| ---------------- | -------------- | -------------- | -------- | -------- | ------------ | ------------ | ------------ | ------------ | ---- | ---- | --------- | --------- |
| Hà Nội           | 2015           | V.League 1     | 0        | 0        | 0            | 0            | 0            | 0            | —    | —    | 0         | 0         |
| Hà Nội           | 2016           | V.League 1     | 8        | 0        | 3            | 0            | 0            | 0            | —    | —    | 11        | 0         |
| Hà Nội           | 2017           | V.League 1     | 2        | 0        | 0            | 0            | 2            | 0            | —    | —    | 4         | 0         |
| Hà Nội           | 2018           | V.League 1     | 7        | 0        | 4            | 0            | 0            | 0            | —    | —    | 11        | 0         |
| Hà Nội           | 2019           | V.League 1     | 1        | 0        | 2            | 0            | 0            | 0            | 0    | 0    | 3         | 0         |
| Hà Nội           | 2020           | V.League 1     | 0        | 0        | 0            | 0            | —            | —            | 0    | 0    | 0         | 0         |
| Hà Nội           | 2021           | V.League 1     | 0        | 0        | 0            | 0            | —            | —            | —    | —    | 0         | 0         |
| Hà Nội           | Tổng cộng      | Tổng cộng      | 18       | 0        | 9            | 0            | 2            | 0            | 0    | 0    | 27        | 0         |
| Quảng Nam (mượn) | 2021           | V.League 2     | 0        | 0        | 0            | 0            | —            | —            | —    | —    | 0         | 0         |
| Quảng Nam (mượn) | 2022           | V.League 2     | 6        | 0        | 2            | 0            | —            | —            | —    | —    | 8         | 0         |
| Quảng Nam (mượn) | Tổng cộng      | Tổng cộng      | 6        | 0        | 2            | 0            | 0            | 0            | 0    | 0    | 8         | 0         |
| PVF-CAND         | 2023           | V.League 2     | 5        | 0        | 1            | 0            | —            | —            | —    | —    | 5         | 0         |
| Tổng sự nghiệp   | Tổng sự nghiệp | Tổng sự nghiệp | 29       | 0        | 12           | 0            | 2            | 0            | 0    | 0    | 42        | 0         |

1. ↑  Số trận ra sân tại AFC Cup

### Quốc tế
Tính đến ngày 22 tháng 3 năm 2017
| Đội tuyển quốc gia | Năm       | Trận | Bàn |
| ------------------ | --------- | ---- | --- |
| Việt Nam           | 2017      | 1    | 0   |
| Tổng cộng          | Tổng cộng | 1    | 0   |

## Danh hiệu
Hà Nội
- V.League: 2016, 2018, 2019
- Cúp Quốc gia: 2019, 2020
- Siêu cúp Quốc gia: 2019, 2020, 2022